# جاك باور (دراج)
جاك باور (بالإنجليزية: Jack Bauer) مواليد 7 أبريل 1985 في نيوزيلندا، هو دراج نيوزلندي في صنف سباق الدراجات على الطريق. شارك في دورة الألعاب الأولمبية الصيفية.

## سباقات أو مراحل فاز بها
| التاريخ        | السباق                                                      | المركز                      |
| -------------- | ----------------------------------------------------------- | --------------------------- |
| 10 يناير 2010  | 2010 New Zealand National Road Cycling Championships Men RR | الفائز في التصنيف العام     |
| 23 فبراير 2013 | طواف نيوشبلاد 2013                                          | المرتبة 20 في التصنيف العام |
| 20 أكتوبر 2013 | كأس اليابان للدراجات 2013                                   | الفائز في التصنيف العام     |
| 12 يناير 2014  | سباق الطريق للرجال في بطولة نيوزيلندا 2014                  | المركز الثاني               |
| 27 مارس 2015   | إي ثري هاريل بيك 2015                                       | الثامن في التصنيف العام     |
| 06 يناير 2017  | بطولة نيوزيلندا لسباق الطريق ضد الساعة 2017                 | الفائز في التصنيف العام     |
| 22 يناير 2017  | داون أندر 2017                                              | الرابع في تصنيف الجبال      |
| 09 أغسطس 2020  | جولة ركوب الدراجات التشيكية 2020                            | المركز الثاني               |

## روابط خارجية
- جاك باور على موقع الاتحاد الدولي للدراجات (الإنجليزية)
- جاك باور على موقع أرشيف الدراجات (الإنجليزية)
- جاك باور على موقع إحصائيات الدراجات الإحترافية (الإنجليزية)
- جاك باور على موقع نسبة الدراجات (الإنجليزية)
- جاك باور على موقع CycleBase (الإنجليزية)
- جاك باور على موقع أوليمبيديا (الإنجليزية)
- جاك باور على موقع اللجنة الأولمبية النيوزيلندية (الإنجليزية)